# 田中音江
田中 音江（たなか おとえ、2001年8月19日 - ）は、日本の女優、タレントである。大阪府出身。エイベックス・AY・ファクトリー所属。所属劇団は劇団4ドル50セント。

## 略歴
- 2001年8月19日 大阪府で生まれる。
- 2018年 ファッションショー「ジャパンモデルズ」への出演をきっかけにスカウトされる。
- 2019年4月 エイベックス・アスナロ・カンパニーのタレント候補生として芸能界入りする[1]。
- 2021年12月26日 劇団４ドル５０セントに2期生として加入[2]。
- 2022年4月5日 『心臓丸の入学丸〜決起集会〜』にて短編ながら脚本を手がける[3]。
- 2024年1月8日 YouTubeにチャンネルを開設[4]。
- 2024年3月24日 「劇団4ドル50セント 大感謝祭」DAY1～オリジナルコント～で一部のコントの脚本演出を手がける[5]。

## 人物
趣味：読書・音楽鑑賞・妄想
特技：物語をつくること
武器は愛嬌（あいきょう）いつもニコニコしてるねってよく言われている。
チャームポイントは八重歯とえくぼ。
八重歯はもともとコンプレックスだったが動画アプリSHOWROOMで毎日生配信を続けていると、視聴者から「八重歯がかわいいね」と言われだんだんと好きになった。

## 出演

### 舞台
- 純血華劇派 第16回公演ガールズポップスミュージカル『Audition 〜君がくれた約束〜』APPLE（2020年7月9日 - 12日、しもきた空間リバティ） - プリンセス 役[7]
- LIVEDOG GIRLS公演『アルティメット古事記』チーム崇め（2020年10月3日 - 11日、中目黒キンケロ・シアター） - オオクニヌシ 役[8]
- LIVEDOG GIRLS公演『レディ・ア・ゴーゴー!! 2020』Team Waffle（2020年12月5日 - 13日、新宿村LIVE） - 主演・エル 役[9]
- 夢と希望のプロジェクト〜vol.2〜『WISH〜奇跡を願う甘い夜〜』（2020年12月22日 - 27日、アトリエファンファーレ東新宿） - 佐久間 役[10]
- 演劇ユニット 爆走おとな小学生 第十五回全校集会『勇者セイヤンの物語〜ノストラダム男の大予言〜』（2021年1月20日 - 24日、オルタナティブシアター） - 傭兵3 役[11]
- ドラマデザイン社公演『少女夢幻論 』夢チーム、幻チーム（2021年2月19日 - 23日、ポケットスクエア 劇場MOMO） - 「Confession」/「破戒」[12]
- ドラマデザイン社公演『清らかな水のように〜私たちの1945〜』ハイビスカスチーム（2021年7月21日 - 25日、ポケットスクエア 劇場HOPE） - 主演・新藤ありさ 役[13]
- Alexandrite Stage Produce 舞台『Angry 12』violetチーム（2021年8月17日 - 22日、中目黒キンケロ・シアター / 2021年8月24日 - 29日、シアター風姿花伝） - 陪審員2号 役[14]
- ALIENA Products 舞台『OYUUGIKAI』さくら組・ひよこ組（2021年9月18日 - 23日、バルスタジオ） - さくら組・ひよこ組「じゆうノート」主役・白野音 役/ひよこ組「白雪姫」動物役/さくら組「白雪姫」てれすけ 役[15]
- Alexandrite Stage Produce 舞台『Three  Kingdoms〜最終章〜』「激震・再生編」（2021年10月30日 - 11月3日、オルタナティブシアター） - 郭皇后 役[16]
- 朗読劇『GIRLS Reading Aloud 2DAYS -童話シリーズ-』（2022年2月5日 - 6日、浅草花劇場） - 「おじいさんのランプ」/「王様の感心された話」/「シンデレラ」[17]
- 劇団４ドル５０セント オリジナル公演『Take Off!!!!』（2022年3月17日 - 22日（新型コロナウイルスの影響により 3月19日以降の7公演中止[18]）、シアターグリーン BOX in BOX THEATER） - 社員/パブの客/若林京美/ホスト/など[19]
- produced by ProjectK the 3rd 舞台『KIKAI』（2022年5月25日 - 29日、中目黒キンケロ・シアター） - 《team I》主演・マリア 役[20]
- 劇団４ドル５０セント オリジナル公演『Take Off!!!!』再演（2022年6月16日 - 19日、シアターグリーン BOX in BOX THEATER） - 社員/パブの客/若林京美/防護服QT/ホスト/など[21]
- !ll nut up fam（dark nut up fam）舞台『ドウトク』（2022年7月5日 - 10日、千本桜ホール） - 【月】死刑囚489 役[22]
- PROVIDENCE stage 新感覚推理ゲーム型朗読劇 ジェントルブラックサンタクロース2『あの夏の追憶』（2022年7月28日 - 31日、アトリエファンファーレ東新宿） - サラ 役[23]
- インヘリット東京 第34回池袋演劇祭参加作品『ザ・ファイナル・セカンド〜永遠の一秒1989〜』（2022年9月1日 - 4日、萬劇場） - 江間香 役[24]
- imgAct4 舞台『放課後の星は見えるか』（2022年10月19日 - 23日、新宿シアターモリエール） - 宍戸朋花 役[25]
- 劇団４ドル５０セント 第3回本公演『ほどよく洒落たチョコレート』（2023年2月8日 - 12日、シアター・アルファ東京） - チョコレート（猫） 役[26]
- imgAct5 舞台『明日の卒業生たち』（2023年4月8日 - 16日、すみだパークシアター倉） - 山崎ましろ 役[27]
- ハイバイ『再生』（2023年6月1日 - 11日、東京芸術劇場 シアターイースト / 7月1日 - 2日、三重県文化会館 小ホール / 7月8日 - 9日、山口情報芸術センターYCAM スタジオB） - 出演[28]
- 劇団４ドル５０セント スピンオフ公演『生まれたその日の空は青かった』（2023年7月30日 - 8月22日（新型コロナウイルスの影響により 7月30日 - 31日の3公演中止）、高田馬場ラビネスト） - ダブル主演・伊留舞 役[29]
- 制作「山口ちはる」プロデュース〜特別公演〜 百物語vol.3『傀儡』（2024年7月11日 - 15日、スターダスト） - 怪談師 役[30]
- 劇団12ミニッツ 旗揚げ公演『×××になれなくて』チームWHITE（2023年10月18日 - 22日、ブルースクエア四谷） - ハナ 役[31]
- 劇団12ミニッツ 第4回公演『普通になれなくて』（2024年10月22日 - 27日、浅草九劇） - 琴乃 役[32]
- ルールズ『刑事舟辰三郎 VS 動機』（2025年4月9日 - 13日、小劇場 B1） - 案内人、浅丘百合 役[33]
- img Reading2『明日の卒業生たち』（2025年6月12日 - 21日、彩の国さいたま芸術劇場・小ホール）- 山崎ましろ 役[34]
- 劇団４ドル５０セント×東京にこにこちゃん コラボ公演『となりの奪言ちゃん』（2025年7月17日 - 21日、上野ストアハウス）- 草野尾染 役[35]

### 映画
- 『顔だけじゃ好きになりません』（2025年3月7日）[36]

### ドラマ
- 『マイ・ワンナイト・ルール』第5話（2025年2月5日〈4日深夜〉、テレビ東京系）[37]

### 広告
- アズワン TVCM『ひとつのツールで、世界は変わる編』[38]

### イベント
- 『はじまりの、役者100人展』（2021年12月21日 - 29日、ギャラリー・ルデコ）[39]
- 『心臓丸の入学丸〜決起集会〜』（2022年4月5日、Studio K）短編の脚本家としてアフタートークにも参加[40]
- 『劇団４ドル５０セント定期イベントPage.2』（2022年9月18日、DESEOmini）[41]
- 『劇団４ドル５０セント6周年記念イベント』（2023年8月23日、K-Stage O!）[42]
- imgAct6舞台『片思いの天使たち』アフターイベント「スピンオフシアター」（2023年11月3日、ザ・ポケット） - ゲスト[43]
- 『劇団４ドル５０セント 年末イベント2023』（2023年12月9日、GOTANDA G4）[44]
- 『”これまで”の役者100人展』（2023年12月19日 - 26日、ギャラリー・ルデコ）[45]
- 『劇団４ドル５０セント 大感謝祭』（DAY1 - 2024年3月24日、GOTANDA G+ / DAY2 - 2024年3月31日、MsmileBOX渋谷）[46]
- 『劇団４ドル５０セント 7周年記念イベント』（2024年8月18日、DDD青山クロスシアター）- マイ 役[47]
- 『田中音江バースデーイベント2024』（2024年8月31日、池袋LiveHouse mono） [48]
- 『劇団４ドル５０セント新春🎍1on1オンラインイベント』（2025年1月12日）[49]
- 『劇団４ドル５０セント 大感謝祭2025 ～DAY1～』（2025年3月23日、GOTANDA G+）[50]

### MV
- モクメノキ「恋火照（ラブホテル）」（2021年7月12日）[51]
- RLOEVO「花瓶にキスを」（2025年2月19日）[52]

### 雑誌
- 振袖記念日 2023（2021年10月1日、主婦と生活社）[53]
- 月刊エンタメ（ENTAME） 2022年3月・4月合併号（2022年01月28日、徳間書店）[54]
- BOMB 4月号（2022年3月9日、ワン・パブリッシング）[55]
- BOMB 9月号（2023年8月9日、ワン・パブリッシング）[56]